# Зыков, Александр Яковлевич
Александр Яковлевич Зыков (1865, Углич, Ярославская губерния — весна 1931, Москва) — протоиерей Православной российской церкви, настоятель Петропавловского кафедрального собора в Гомеле (1902—1930).

## Биография
Родился в семье преподавателя духовного училища. Окончил Ярославскую духовную семинарию (1887) и Московскую духовную академию со степенью кандидата богословия (1892).
Помощник инспектора, преподаватель обличительного богословия, истории и обличения раскола и местных сект, библиотекарь в Могилёвской духовной семинарии (1893), член-делопроизводитель Могилёвского епархиального училищного совета (1896), титулярный советник (1897), коллежский асессор (1899), надворный советник (1900).
Обвенчан с Надеждой Даниловной Шимкович, их дети: Вера, Владимир.
Священник (1901), затем настоятель Петропавловского кафедрального собора в Гомеле, председатель Гомельского отделения Могилёвского епархиального училищного совета (1902).
Член правления Гомельского духовного училища (1903—1906), законоучитель в гомельских техническом железнодорожном училище (1904—1917) и частном семиклассном коммерческом училище (1913—1917).
Протоиерей (1905), гомельский епархиальный наблюдатель церковных школ, член епархиального миссионерского совета (1906), гласный городской думы (1908), благочинный городских храмов, председатель совета Гомельского братского союза (1909), член местного комитета Российского общества Красного Креста (1911), председатель епархиальных съездов духовенства (1910-е), член Совета Гомельского общества трезвости (1914), благочинный Гомельского округа, член Чрезвычайного епархиального собрания духовенства и мирян Могилёвской епархии, делегат Всероссийского съезда духовенства и мирян (1917).
Награжден камилавкой, набедренником и наперсным крестом (1907), орденами Святого Станислава 3-й степени (1901), Святой Анны 3-й (1912) и 2-й (1916) степени.
В 1917 году член Поместного собора Православной российской церкви по избранию как клирик от Могилёвской епархии, участвовал в 1-й сессии, член Хозяйственно-распорядительного совещания при Соборном совете, заместитель председателя V, XV и член II, III отделов.
В июне 1922 года присоединился к «Живой церкви».
В 1923 году был арестован.
В марте 1924 года принёс покаяние патриарху Тихону, боролся с обновленчеством, инициатор воссоединения духовенства Гомельского уезда с Патриаршей Церковью.
В 1929 году лишён избирательных прав.
В 1930 году арестован. Скончался в Бутырской тюрьме. Похоронен на Ваганьковском кладбище в Москве, место утеряно из-за новых захоронений.

## Сочинения
- Деятельность митрополита Филарета в борьбе с расколом. М., 1893.
- Православие, раскол, единоверие (Внутренние течения религиозной жизни русского народа с половины 17 по 19 в.). Могилёв, 1900.
- Речь при учреждении Гомельского православного братства // Могилёвские епархиальные ведомости. 1909. № 22.
- Приветственная речь // Могилёвские епархиальные ведомости. 1912. № 12. С. 394—396.
- Прощальное слово // Могилёвские епархиальные ведомости. 1913. № 2.
- Поучение // Могилёвские епархиальные ведомости. 1914. № 12. С. 348—349.